# La Vasconia
La Vasconia fue una publicación periódica bilingüe, editada en Buenos Aires (Argentina) en idioma español y euskera, que se publicó de forma regular entre el 10 de octubre de 1893 y el 15 de septiembre de 1943. Luego de una interrupción de 35 años, volvió a editarse de forma irregular en el año 1978, para desaparecer definitivamente durante la década de 1980. Esta publicación constituyó uno de los principales órganos de difusión de la comunidad vasca en Argentina.

## Denominaciones
En sus inicios se denominó La Vasconia o La Vasconia. Revista Ilustrada. Luego, a partir del 1900 adoptó la ortografía euskera y pasó a denominarse La Baskonia. Posteriormente, cuando vuelve a ser editada en 1978, se denominó La Baskonia. Segunda Época.

## Historia y objetivos
La revista fue fundada por el escritor Francisco de Grandmontagne y el tipógrafo José Rufo de Uriarte. Ambos eran inmigrantes vascos que habían arribado a la Argentina, el primero en 1887 y el segundo a comienzos del siglo XX. El primero dirigió la revista durante nueve años, hasta el 10 de octubre de 1901. Mientras que de Uriarte estuvo a cargo de la dirección de la revista durante 39 años hasta su fallecimiento.
El objetivo principal de esta revista era difundir la cultura vasca en la Argentina y Latinoamérica, como tal se presentaba como un órgano de difusión para dar a conocer las distintas problemáticas que afrontaba la colectividad vasca. De esta forma, también logró convertirse en la principal tribuna de opinión de los inmigrantes en el país sobre la situación política del País Vasco. Además, con el paso del tiempo, logró articular redes de gran importancia y funcionar como un grupo de poder dentro de la colectividad.
La revista además se vinculó con los intelectuales de la época, tanto argentinos como vascos, difundiendo tanto la cultura vasca en el país, así como dar a conocer la cultura argentina fuera del país. La revista tuvo una amplia difusión por fuera de la Argentina, llegando a países de Latinoamérica como Uruguay, el Perú, Chile, Bolivia, una parte del Brasil, México y Cuba. A lo largo de los años que se editó, también publicó almanaques anuales que eran obsequiados a los suscriptores.
A lo largo de su historia, la revista publicó notas de grandes intelectuales, escritores, músicos, personajes populares e ilustradores vascos, españoles y argentinos, como: Ricardo Rojas, Leopoldo Lugones, José Ingenieros, Evaristo Bozas Urrutia, Carlos Guido y Spano, Paul Groussac, Roberto Payró, Francisco Pi y Margall, Arturo Campión, Miguel de Unamuno, Pio Baroja, Ramiro de Maeztu, Carmelo de Echegaray, Manuel Larramendi, Plácido Zuloaga, Rogelio Yrurtia, Mariano Benllieure, Gustavo Eberlein, Nemesio Mogrobejo, Pedro de Rojas -Perico-, Manuel Mayol , José María Cao, Luis Bagaría, Isaac López Mendizábal, Enrique Guinea, Indalecio Ojanguren, Ricardo Becerro de Bengoa, Ángel Della Valle, Severo Rodríguez Etchart, Martín Malharro, Jorge Soto Acebal, Ignacio Zuloaga, Ángel Larroque, Valentín Zubiaurre, Ramón Zubiaurre, José Arrué, Teófilo Castillo,  Alfredo de Lafitte, Fermín Herrán, Indalecio Bizcarrondo -Vilinch-, Carmelo de Echegaray, Felipe Arrese y Beitia, Francisco López Alén -Méndiz Mendi-, Estanislao Jaime de Labayru, Ramiro de Maeztu y María de Maeztu. También participaron de la revista otros intelectuales latinoamericanos, como Francisco Modesto de Olaguibel, Juan de Dios Peza, Arístides Rojas, Emilio Bobadilla - Fray Candil-, Faustino Diez Gaviño, Ricardo Palma.

## Características
La revista era decenal, es decir, salía cada 10 días, con tres números por mes. A lo largo de su historia contó con 8 o 12 páginas de texto y otras ocho de publicidades, mayormente de empresas vinculadas con la comunidad vasca. Tenía unas dimensiones de 22,2 x 18 cm y se imprimía en blanco y negro.
En la revista se publicaban notas principalmente en español, aunque también incluía varias secciones, poesías, diálogos humorísticos, caricaturas e ilustraciones de tapa, en euskera. Esta modalidad fue la que se empleó mayormente hasta la década de 1930, y luego fue decayendo, principalmente luego de la guerra civil española.